# Yéchar
Yéchar es una pedanía del municipio de Mula en la Región de Murcia, España.

## Ubicación
Se encuentra a unos 7 km del núcleo urbano de Mula y a 2 km de Fuente Caputa, un paraje natural de gran belleza al que acuden frecuentemente multitud de turistas para realizar actividades relacionadas con la excursión, el camping, etc.

## Demografía
La población cuenta con 371 habitantes según datos recogidos del centro regional de estadística de la Región de Murcia del año 2019.

## Economía
En Yéchar abundan los cultivos de albaricoques, uno de los principales productos de su sector agrícola. Hoy en día, el pueblo es una villa dormitorio, un lugar residencial apreciado incluso por numerosos visitantes extranjeros que quieren disfrutar de su peculiar entorno.

## Historia
Como vestigio un pasado remoto, podemos encontrar los restos de una antigua calzada romana, vía que enlazaba con antiguas ciudades como la ceheginera de Begastri y la ciudad romana de Villaricos o el asentamiento ibérico del Cigarralejo, detalle este último que brinda una idea de la antigüedad del camino construido por los romanos.
Yéchar conserva numerosas referencias a su pasado, ya sea éste el de la Prehistoria, la Historia Antigua o el de la Edad Media, con el consabido proceso de Reconquista por parte de la Corona castellana. Su topónimo deriva de la voz árabe "Yisar" o "Yusar", lugar en el que existió una importante torre defensiva, que llegó a ser donada por el Rey Alfonso X a uno de sus vasallos musulmanes, Al-Batiq.
La Edad Moderna, sin embargo, significó el despoblamiento de la zona, ya que los esfuerzos repobladores de la Reconquista se centraron en nuevas áreas y ciudades, obviándose las poblaciones que en su día crecieron en torno a un "hisn" o fortaleza.

## Cultura

### Centros Culturales
Son dos los puntos de encuentro en Yéchar para llevar a cabo actividades culturales o pasar tardes de ocio, por un lado el Centro de Mayores y por otro la sede de la Asociación de Mujeres, quedando este último también establecido el consultorio médico de la localidad.
El Centro de Mayores cuenta con una sala común para practicar juegos de mesa, leer la prensa, ver la televisión, pasar algunas horas de tertulia..., soliéndose jugar alguna partida de "monetas" en la explanada que se extiende tras el centro.
En el pequeño edificio donde se reúne la Asociación de Mujeres se organizan a lo largo del año distintos cursos y actividades, gimnasia de mantenimiento, baile y actividades para días señalados como la realización de alguna obra de teatro. También se suelen programar algunas excursiones y viajes.
En este pequeño centro social queda dispuesto un telecentro, un aula preparada con una conexión gratuita a internet que ofrece a los vecinos un servicio similar al de la banda ancha y que está financiada por un proyecto destinado a los centros sociales de ámbitos rurales con escasa demografía.

## Naturaleza
Los parajes que rodean la villa son muy utilizados por los aficionados al senderismo que disfrutan de algunos de los lugares más señalados de esta parte de la cuenca del río Mula, como Fuente Caputa, el Embalse del Mayés o el Embalse de la Cierva.
Yéchar queda ubicada en la cuenca del Río Mula, rodeada de relieves, siendo el más cercano el de la Sierra de la Muela, y desde cuyos parajes se pueden divisar picos cuyas alturas llegan a los 700 metros, como el Cejo del Cortao, de la Sierra de Ricote.
Alrededor de Yéchar el paisaje forma parte de un territorio que queda enmarcado en el relieve subbético, que ocupa el sector central de la Región. La cuenca del Río Mula, que ocupa 727 kilómetros cuadrados, se extiende en esta área geográfica regada por el río Mula, que le da nombre, dejando ver un terreno sedimentario basado en tierras margosas y con numerosos barrancos y ramblas.
De entre todos los lugares pintorescos que se pueden visitar en la cercanía de Yéchar se encuentra Fuente Caputa, lugar de una especial riqueza de flora y fauna donde, además de una densa vegetación podemos encontrar mamíferos como el jabalí y el zorro.
El ámbito paisajístico de Yéchar, fuera de los lugares mencionados, está basado en el bosque bajo mediterráneo de espartales y tomillares, con muestras ocasionales de coníferas y con un terreno de huertos de regadío que aún permite ver frutales como el albaricoquero que, en otros puntos de la huerta murciana, van desapareciendo debido a la escasez de recursos hídricos.
El terreno arcilloso de la cuenca de Mula ha favorecido siempre los cultivos de regadío, tanto del mencionado albaricoquero como del melocotonero y también de agrios y de frutales de secano como el almendro.

## Festividades
Los vecinos de Yéchar celebran todos los años sus fiestas patronales, dedicadas a la Inmaculada Concepción, que tienen lugar la semana del 15 de agosto, para aprovechar el buen tiempo y disfrutar, entre otras cosas, de las carreras de cintas o de la noche del rock.
Aunque las fiestas de Yéchar se celebran en honor de la Inmaculada Concepción, los vecinos trasladan su festividad de diciembre a agosto para aprovechar el buen tiempo y el retorno al pueblo por vacaciones de algunos vecinos.
Los festejos comienzan con la lectura del pregón de fiestas que suele recaer en algún ciudadano distinguido del pueblo o el municipio. Tras la lectura del pregón se procede a la elección del majo y la maja.
Se celebran a lo largo de la semana de fiestas carreras de cintas en moto y bicicleta, parrilladas, paellas gigantes, juegos y atracciones para los niños y actuaciones musicales todas las noches, ya sean verbenas o conciertos de pop o rock. El desfile de carrozas en Yéchar se celebra con los participantes vestidos con el traje folclórico por excelencia de Murcia, el traje de huertano.

## Gastronomía
Las comarcas del noroeste de Murcia presentan una gastronomía con características propias  de las tierras con mayor abundancia de carnes de caza y ganadería doméstica, detalle que, junto a una temperaturas invernales más bajas que las de comarcas del sur de la Región y las de vegas del Segura, configuran unas recetas donde abundan los platos con aporte calórico.

## Transporte y comunicaciones

### Por carretera
Dispone de accesos desde las vías RM-530 y RM-561.

### Autobús
Presta servicio la siguiente línea de autobús interurbano:
| Línea     | Recorrido                        | Operador |
| --------- | -------------------------------- | -------- |
| MUR-025-3 | Mula - Molina de Segura - Murcia | Interbus |